# Магдалиновский район
Магдали́новский райо́н (укр. Магдалинівський район) — упразднённая административная единица на севере Днепропетровской области Украины. Административный центр — посёлок городского типа Магдалиновка.

## География
Район расположен на севере Днепропетровской области.
С ним граничат
Царичанский,
Петриковский,
Днепровский,
Новомосковский районы Днепропетровской области,
Машевский,
Новосанжарский районы Полтавской области и
Зачепиловский районы Харьковской области.
Площадь — 1 600 км² (7-е место среди районов).
Через территорию района протекают реки —
Орель,
Кильчень,
Чаплинка,
Заплавка,
Прядовка,
канал Днепр — Донбасс.

## История
30 сентября 1958 года к Магдалиновскому району были присоединены Бузовский, Гупаловский, Дмухайловский, Заплавский, Ковпаковский, Котовский, Личковский, Миновский и Чернетчинский сельсоветы упразднённого Котовского района. В 1962 году упразднён, в 1965 году возрождён.
1-м секретарём райкома партии в 1988—1990 гг. был Кириленко, Иван Григорьевич.

## Демография
Население района составляет 37 606 человек (12-е место среди районов; данные 2001 г.), в том числе в городских условиях проживают 6 493 человека, в сельских — 31 113.

## Административное устройство
Район включал в себя:
| - Поселковых советов: 1 - Сельских советов: 21 | - Посёлков городского типа: 1 - Посёлков: 1 - Сёл: 57 |

### Местные советы[7]
| - Магдалиновский поселковый совет - Александровский сельский совет - Бузовский сельский совет - Гупаловский сельский совет - Дмухайловский сельский совет - Ждановский сельский совет - Заплавский сельский совет - Казначеевский сельский совет - Котовский сельский совет - Лычковский сельский совет - Марьевский сельский совет | - Новопетровский сельский совет - Оленовский сельский совет - Очеретоватский сельский совет - Першотравенский сельский совет - Поливановский сельский совет - Почино-Софиевский сельский совет - Приютский сельский совет - Пролетарский сельский совет - Топчинский сельский совет - Чернетчинский сельский совет - Шевченковский сельский совет |

### Населённые пункты[8]
| с. Александровка с. Бузовка с. Великокозырщина с. Весёлое с. Весёлый Гай с. Виноградовка с. Вишнёвое с. Водяное с. Гавришовка с. Грабки с. Гупаловка с. Деконка с. Дмухайловка с. Дубравка с. Дудковка | с. Евдокиевка с. Ждановка с. Заплавка с. Запорожье с. Звёздное с. Ивановка (Приютский сельский совет) с. Йосиповка с. Казначеевка с. Калиновка с. Кильчень с. Колпаковка с. Котовка с. Крамарка с. Краснополье с. Кременевка | с. Лычково пгт Магдалиновка с. Малоандреевка с. Марьевка с. Миновка с. Мусиенково с. Нововасилевка с. Новоивановка с. Новопетровка с. Новоспасское с. Оленовка с. Оляновка с. Очеретоватое с. Першотравенка с. Поливановка | с. Почино-Софиевка пос. Приорельское с. Приют с. Сичкаревка с. Степановка с. Тарасовка (Топчинский сельский совет) с. Тарасовка (Шевченковский сельский совет) с. Тарасовка (Почино-Софиевский сельский совет) с. Тарасо-Шевченковка с. Топчино с. Трудолюбовка с. Чернетчина с. Шевское с. Шевченковка |

#### Ликвидированные населённые пункты[9]
| с. Ивановка (Поливановский сельский совет) |